# Dianthidium concinnum
Dianthidium concinnum är en biart som först beskrevs av Cresson 1872.  Dianthidium concinnum ingår i släktet Dianthidium och familjen buksamlarbin. Inga underarter finns listade i Catalogue of Life.